# داگوود (ایندیانا)
داگوود (به انگلیسی: Dogwood) یک منطقهٔ مسکونی در ایالات متحده آمریکا است که در شهرستان هریسون، ایندیانا واقع شده‌است. داگوود ۲۰۶٫۰۵ متر بالاتر از سطح دریا واقع شده‌است.